# 스피드 2
《스피드 2》(영어: Speed 2: Cruise Control)는 1997년에 개봉한 미국 액션 스릴러 영화로, 《스피드》(1994)의 후속작이다. 감독은 전편의 얀 더본트가 다시 맡았다. 전편 여주인공 '애니' 역의 샌드라 불럭은 재출연했지만 남주인공 '잭' 역의 키아누 리브스는 하차하고 대신 새로운 남주인공 '앨릭스' 역으로 제이슨 패트릭이 출연한다. 또한 윌럼 더포가 악역 '가이거' 역으로 등장한다.

## 줄거리
전편의 여주인공 애니는 잭과 사귀다가 헤어진 후 앨릭스라는 새로운 남자친구를 사귄다. 애니는 앨릭스가 해안경비대인 줄 알았지만 실제로는 잭과 마찬가지로 로스앤젤레스 경찰국 SWAT 소속 요원이었다. 이 사실을 우연히 알게 된 애니는 앨릭스에게 실망하고, 앨릭스는 애니를 달래주려고 고급 유람선을 타고 카리브해로 여행을 떠나자고 제안한다.
유람선 '시본 레전드'를 탄 애니와 앨릭스. 앨릭스는 애니에게 청혼하려고 결혼 반지를 준비했지만 기회가 나지 않는다. 한편 승객 중에는 과거 유람선 제조사의 컴퓨터 기술공이었던 가이거가 타고 있었다. 가이거는 구리 중독으로 판정받고 회사에서 해고된 후 복수심을 품고 있었다. 배의 컴퓨터를 해킹해 사보타주하고 선장을 몰래 살해한 가이거는 배의 엔진 중 두 개를 터트린 뒤 선교에 전화를 걸어 일등 항해사 줄리아노에게 15분 안에 승객들을 모두 대피시키라고 지시한다. 가이거는 유람선 금고의 보석을 훔칠 생각이다.
그러나 승객들을 태운 구명정을 바다로 내리던 중 권양기가 잠겨 버린다. 가이거는 배가 계속해서 항해하도록 프로그래밍하고, 연기로 방화문을 작동시켜 승객들을 배에 가둔다. 앨릭스는 항해사에게 배에 물이 차게 하여 속도를 줄이라고 지시한다. 그때 앨릭스는 모니터를 통해 농인 소녀 드루가 바닷물을 집어넣을 공간인 밸러스트 룸에 있는 것을 보고, 달려가 급류 속에서 드루를 구해낸다. 한편 애니는 사진사 단테이와 함께 방화문을 체인 톱으로 자르고 다른 승객들을 구해낸다. 앨릭스는 사태의 범인이 일찍부터 수상하게 여겼던 가이거임을 알아내고 그를 뒤쫓지만, 가이거는 속임수와 함정을 써서 도주한다.
가이거는 배를 세인트마틴섬 해안을 항해하고 있는 유조선과 충돌하도록 프로그래밍한다. 이를 알게 된 앨릭스와 애니, 줄리아노는 배의 프로펠러에 강철 케이블을 끼워넣어 배를 멈추는 시도를 한다. 그러나 가이거에 의해 그 시도는 무산되고, 가이거는 애니를 납치해 배에서 탈출한다. 앨릭스는 빌지 펌프 룸에 들어가 선수 선미 스러스터를 기동해 필사적으로 방향을 틀고, 배는 유조선 측면을 긁으며 지나가지만 심각한 파손은 피하는 데 성공한다.
그러나 기쁨도 잠시, 우회한 방향에는 해안가 마을이 있었다. 부두에 들이닥친 배는 마을을 반파시키고서야 겨우 멈춰선다. 앨릭스는 이제 배에서 나와 애니를 납치한 가이거를 뒤쫓는다. 쾌속정을 빌려 가이거가 탄 수상기에 올라탄 앨릭스는 곧바로 애니를 구해 탈출한다. 가이거의 수상기는 유조선 앞돛대에 걸려버리고, 유조선 선원들이 구명정으로 탈출한 후 수상기에 이어 유조선이 폭발한다.
되돌아오는 쾌속정 위에서 앨릭스가 마침내 애니에게 반지를 주며 청혼함으로써 사건은 막을 내린다.

## 출연
- 샌드라 불럭 - 애니 포터 역
- 제이슨 패트릭 - 앨릭스 쇼 역
- 윌럼 더포 - 존 가이거 역
- 테무에라 모리슨 - 줄리아노 역
- 브라이언 매카디 - 머세드 역
- 제러미 호츠 - 애슈턴 역
- 보 스벤슨 - 폴러드 선장 역
- 로열 왓킨스 - 단테이 역
- 터미아 힐 - 셰리 실버 역
- 키미 로버트슨 - 라이자 역
- 크리스틴 퍼킨스 - 드루 역
- 로이스 차일스 - 설레스트 역
- 프랜시스 가이넌 - 루퍼트 역
- 마이클 G. 해거티 - 하비 역
- 콜린 캠프 - 데비 역
- 조 모턴 - 허브 "맥" 맥맨 경위 역
- 팀 콘웨이 - 켄터 강사 역
- 글렌 플러머 - 모리스 역
- 퍼트리카 다보 - 루비 피셔 역
- 앨리슨 딘 - 머리파 역

## 우리말 녹음
KBS 성우진 (2000년 9월 10일)
- 정미숙 - 애니(샌드라 불럭)
- 홍시호 - 앨릭스(제이슨 패트릭)
- 강구한 - 가이거(윌럼 더포)
- 김정호 - 줄리아노(테무에라 모리슨)
- 김민석 - 머세드(브라이언 매카디)
- 온영삼 - 폴러드 선장(보 스벤슨)
- 이재용 - 애슈턴(제러미 호츠) / 관광객(엔리케 머시아노 주니어)
- 황원 - 켄터(팀 콘웨이)
- 김혜미 - 데비(콜린 캠프) / 설리스트(로이스 차일스) / 섬 마을의 남자 아이 엄마(캐스린 로시터)
- 서문석 - 하비(마이클 G. 해거티) / 섬 마을의 판매원(제이 러코포)
- 김정미 - 관광객(메이 보스)
- 김정애 - 루비(퍼트리카 다보) / 섬 마을의 남자 아이(알렉산더르 더본트)
- 이연희 - 프랜(코니 레이) / 관광객(수전 반스)
- 장승길 - 맥맨(조 모턴) / 관광객(찰스 파크스)
- 유동현 - 루퍼트(프랜시스 가이넌) / 흑인(글렌 플러머)
- 김희선 - 드루(크리스틴 퍼킨스) / 관광객(제시카 디즈) / 흑인 여성(앨리슨 딘)
- 배정미 - 라이자(키미 로버트슨)
- 김우정 - 단테이(로열 왓킨스)